# 奧克尼察
奧克尼察是摩爾多瓦的城市，也是奧克尼察區的首府，位於該國北部德涅斯特河右岸，距離首都基希涅夫230公里，始建於1890年，海拔高度274米，2014年人口7,254。